# Ойдан-оол, Ховенмей Монгушевич
Ховенмей Монгушевич Ойдан-оол (25 октября 1938 — 12 января 2010) — тувинский поэт, писатель, переводчик, журналист, член Союза писателей Республики Тыва, член Союза журналистов СССР

## Биография
Родился 25 октября 1938 года в м. Дагыр-Шеми Дзун-Хемчикского кожуна Тувинской автономной области. Окончил среднюю школу № 2 г. Чадан Дзун-Хемчикского кожуна, филологический факультет КГПИ, Высшие курсы журналистики при Центральной комсомольской школе в Москве.
Работал учителем в школах сел Дерзиг-Аксы Каа-Хемского района, Бай-Хаак Тандынского района, Хонделен, г. Ак-Довурака Барун-Хемчикского района, корреспондентом республиканской общественно-политической газеты «Тыванын аныяктары», редактором радиовещания, референтом республиканского общества «Знание», инструктором отдела идеологии Тувинского обкома партии, редактором альманаха «Улуг-Хем».

## Творчество
Литературную деятельность начал с 1963 г. Его стихи публиковались на страницах местных газет, журналов. Изданы сборники рассказов для детей «Чаптанчыг Уранмаа» («Милая Уранмаа», 1967), «Оттуг-Мыйыс» («Огненные рожки», 1971). Сборник повестей «Кызыл хаяа» («Красные зори», 1974) посвящена революционным событиям в Туве. В 1978 г. вышла вторая повесть «Чайык соонда» («После ливня»). Рассказы для детей переведены на русский язык.
В его переводе опубликованы книги: «Муха-цокотуха» К.Чуковского (1968, 2009), «Моим друзьям-ребятам» Г. Ладонщикова (1970), «Смерть Ивана Ильича» Л.Толстого (1974), «Прозрачный Тамир» Ч.Лодойдамба (1976, 2005).
Член Союза журналистов России. Член Союза писателей Республики Тыва.

### Основные публикации
1. Ойдан-оол, Хөвеңмей. Чаптанчыг Уранмаа: уругларга чечен чугаалар. — Кызыл: ТывНУЧ, 1967. −29 ар.
Милая Уранмаа: рассказы для детей. — Кызыл: Тувин. кн. изд-во, 1967. — 29 с.
2. Ойдан-оол, Хөвеңмей. Оттуг мыйыс: уругларга чечен чугаалар. — Кызыл: ТывНУЧ, 1971. — 88 ар.
Огненные рожки: рассказы для детей. — Кызыл: Тувин. кн. изд-во, 1971. — 88 с.
3. Ойдан-оол, Хөвеңмей. Кызыл хаяа: тоожулар, чечен чугаалар. — Кызыл: ТывНУЧ, 1974. — 140 ар.
Красные зори: повести. — Кызыл: Тувин. кн. изд-во, 1974. — 140 с.
4.Ойдан-оол, Хөвеңмей. Чаптанчыг Уранмаа : бичии уругларга тоожу, чечен чугаалар / Хөвеңмей Ойдан-оол. — Кызыл : Тываның Ю. Ш. Кюнзегеш аттыг ном үндүрер чери, 2006. — 68, [3] с. : ил.; 20 см; ISBN 5-7655-0569-4

### Переводы
К.Чуковский. Муха-цокотуха / Пер. с рус. Х.Ойдан-оол]. — Кызыл: Тувин. кн. изд-во, 1968 .
Ладонщиков Г. Моим друзьям-ребятам / Пер. с рус. Х.Ойдан-оол]. — Кызыл: Тувин. кн. изд-во, 1970.
Толстой Л. Н. Смерть Ивана Ильича/ Пер. с рус. Х.Ойдан-оол]. — Кызыл: Тувин. кн. изд-во, 1974.
Лодойдамба Прозрачный Тамир / Пер. с рус. Х.Ойдан-оол]. — Кызыл: Тувин. кн. изд-во, 1976.